# هيلدرون كلوس
هيلدرون كلوس (بالألمانية: Hildrun Claus) هي متسابقة ألعاب قوى ألمانية شرقية ولدت في يوم 13 مايو 1939 في مدينة دريسدن في ألمانيا، إختصت هيلدرون في مسابقة الوثب الطويل وعلى الرغم من تحطميها الرقم القياسي العالمي 3 مرات إلا أنها لم تفز إلا بميدالية برونزية واحدة خلال مشوارها الأولمبي وكان ذلك في دورة الألعاب الأولمبية الصيفية 1960 في روما حيث حلت في المرتبة الثالثة خلف فيرا كريبكينا وإيليشبيتا كريشينسكا.

## روابط خارجية
- هيلدرون كلوس على موقع الاتحاد الدولي لألعاب القوى (الإنجليزية)
- هيلدرون كلوس على موقع اللجنة الأولمبية الدولية (الإنجليزية)
- هيلدرون كلوس على موقع أوليمبيديا (الإنجليزية)